# Adrien Goffinet

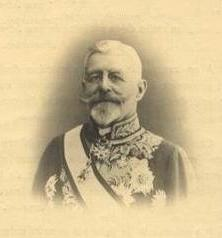
Zoon Constant Goffinet

Adrien Goffinet (Neufchâteau, 10 april 1812 - Brussel, 21 december 1886) was een Belgisch generaal en vertrouwensman van koning Leopold II.

## Familie
Adrien François Constantin Ladislas, genaamd Constantin Goffinet was de zoon van de ontvanger van belastingen Adrien Goffinet (1788-1825)en van Catherine Petit (1788-1863). Hij trouwde met Marie-Thérèse De Cock (Gent 1827 - Freux 1904), die de dochter was van senator en reder Auguste De Cock en van Eleonore de Meulemeester.
Het echtpaar had twee dochters die respectievelijk trouwden met een de Theux et de Meylandt en een de Fierlant Dormer. De vier zoons bleven ongehuwd.
In 1867 werd Constantin Goffinet in de erfelijke adelstand opgenomen met de titel van baron, titel die in 1870 werd uitgebreid tot al zijn nakomelingen. Deze tak is echter aan mannelijke zijde in zijn kinderen uitgedoofd. De thans nog bestaande naamdragers van deze familie zijn afstammelingen van de broer van Adrien-Constant, Adrien-François (1815-1882).

## Levensloop
In 1832 trad Goffinet toe tot het Belgisch leger met de graad van sergeant en was weldra onderluitenant. In 1838 was hij luitenant. Hij werd stafmedewerker van generaal Prisse, militair commandant van de provincie Antwerpen. In die hoedanigheid nam hij vanaf 1839 deel aan de onderhandelingen gevoerd door de commissie voor de afbakening van de landsgrenzen. In 1845 werd hij bevorderd tot kapitein.
In 1851 trad hij in dienst bij koning Leopold I om na korte tijd eerste ornonnansofficier te worden bij de hertog van Brabant, de latere Leopold II. Hij werd al snel een vertrouwensman van de koning. Samen met generaal Brialmont werd hij belast met opdrachten en zendingen, in een periode waarin de kroonprins politieke en koloniale ideeën ontwikkelde en in de senaat redevoeringen hield over stedenbouw en over landsverdediging. Goffinet bezorgde de uitgebreide briefwisseling die de prins hierover voerde.
In 1865, bij de troonsbestijging van Leopold II werd Goffinet zijn secretaris, evenals die van koningin Maria-Hendrika. Hij werd meer bepaald belast met het beheer van de privégoederen van de koning, die in hem het volste vertrouwen had. De waardepapieren, het geld en de juwelen van de koninklijke familie bewaarde hij in brandkasten in zijn woning Montoyerstraat en Wetenschapsstraat. Hij bewaarde er ook heel wat archief van persoonlijke aard van Leopold I, zijn vrouw koningin Marie-Louise en van Leopold II. Hij werd daarbij ook deelgenoot in de familiegeheimen en conflicten. Vanaf 1866 beheerde hij ook de goederen van de onfortuinlijke keizerin van Mexico, Charlotte. Vanaf 1902 beheerde hij ook de Stichting Niederfüllbach.
Vanaf 1869 nam de tot kolonel bevorderde Goffinet zijn twee oudste zoons in dienst, de tweeling Auguste (1857-1927) en Constant (1857-1931), die hun ganse loopbaan zouden doorbrengen in dienst van het koningshuis.
Tijdens de laatste jaren van zijn leven besteedde Goffinet, die de graad van luitenant-generaal had bereikt, vooral veel tijd aan de koloniale ambities van de koning. Het succes behaald op het Congres van Berlijn in 1884-85 was ook zijn werk.
Goffinet vergat zijn voorvaders niet en maakte van de gemeente Freux de bakermat van de familie. Hij breidde er het familiedomein uit, zoals ook zijn zonen na hem deden. In 1930 besloeg het meer dan 2000 ha. De eigendom ging bij erfenis over op de familie de Fierlant Dormer die het nog steeds bezit en het heeft uitgebreid tot 3.000 ha.

## Onderscheidingen
- Commandeur in de Leopoldsorde
- Grootkruis Orde van de Eiken Kroon Luxemburg
- Hertogelijke Huisorde Saksen en Kroonorde Italië
- Groot Officier Orde van St. Maurice en St. Lazarus Italië
- Commandeur Orde van Isabella de Katholieke Spanje
- Orde van de Villa Vicoça Portugal
- Orde van de Nederlandse Leeuw
- Officier Midjidji Orde Turkije
- Ridder Legioen van Eer Frankrijk
- Leopoldsorde Oostenrijk.